# Juan de Cabrera
Juan de Cabrera (Villarrobledo, 31 dicembre 1658 – Villarrobledo, 12 novembre 1730) è stato un religioso, scrittore e teologo spagnolo, autore nel 1719 dell'opera Crisis politica determina el más florido imperio y la mejor institución de príncipes y ministros.